# Hilda Kogan
Hilda Kogan (Argentina, 4 de febrero de 1945) es una abogada y ministra de la Suprema Corte de Justicia de Buenos Aires. Kogan fue la primera mujer en la historia en integrar y, también, en presidir el máximo tribunal bonaerense. Ejerció dicho cargo entre 2010 y 2011, 2017 y 2018 y 2022 y 2023.

## Biografía
Hilda Kogan se recibió de Abogada en la Universidad de Buenos Aires (UBA), donde también cursó el Doctorado en Derecho público. A su vez, Kogan tiene una Maestría en Sociología (Universidad de Carolina del Norte, Chapel Hill, Estados Unidos).
Hasta 1976 fue Investigadora-Docente de la Fundación Bariloche y luego ejerció la abogacía en Derecho laboral. 
A partir de 1985 se integró al equipo de Normalización de la UBA participando de la creación del CBC. Fue Directora de la Carrera de Sociología y Directora del CBC. Actualmente Profesora Consulta de la UBA. 
En 1996, ingresa al Poder Judicial Nacional como Juez del Fuero Laboral, pasando luego como Juez Federal de la Seguridad Social.
En 2002 ingresa a la Suprema Corte de Justicia de la Provincia de Buenos Aires, siendo su primera integrante mujer y también su primera Presidente del Alto Tribunal bonaerense (entre los años 2010 y 2011; gestión que se repetiría entre 2017 y 2018 y 2022 y 2023). Además, Hilda Kogan, supo ser la Presidente del Consejo de la Magistratura bonaerense y Presidente de la Junta Electoral.
En una entrevista, la propia Kogan explicó que su llegada a los más altos escalafones de la justicia bonaerense se produjo casi en simultáneo con el ingreso a la Corte Suprema de Justicia de la Nación de las juezas Carmen Argibay y Elena Inés Highton de Nolasco, entendiendo que este cambio sustancial en la justicia estuvo motivado principalmente por la participación de las mujeres en el plano legislativo. Según detalló las diputadas y senadoras de la década del 2000, fueron las principales impulsoras de esta nueva composición de los máximos tribunales tanto a nivel nacional como en la Provincia.
En 2018 fue galardonada con el Premio Konex de Platino para Magistrados, junto con la Jueza en lo Contencioso Administrativo Federal, María José Sarmiento. En ese mismo acto, también fue reconocida con los Diplomas al Mérito Konex para Magistrados junto con Carmen Argibay (Juez de la Corte Suprema de la Nación), José María Campagnoli (Fiscal Nacional en lo Criminal, Correccional y Menores), Horacio Cattani (Juez de la Cámara Nacional de Apelaciones en lo Criminal y Correccional Federal), Julio César Strassera (Fiscal acusador en el juicio a las Juntas Militares que operaron durante la dictadura) y la ya mencionada María José Sarmiento.
Actualmente es ministra de la Suprema Corte de Justicia de la Provincia de Buenos Aires y Asociación de Jueces para la Democracia y de la  Asociación de Mujeres Jueces de la Argentina (AMJA).